# René Brossy
René Brossy (* 7. April 1906 in Paris; † 3. Dezember 1991 in Senlis (Oise)) war ein französischer Radrennfahrer und nationaler Meister im Radsport.

## Sportliche Laufbahn
Brossy war im Straßenradsport und im Bahnradsport aktiv. Als Amateur startete er für den Verein „Vélo Club de Levallois“, wurde dann Unabhängiger und Berufsfahrer. 
Bei den Straßenradsport-Weltmeisterschaften 1926 wurde er 6., 1927 5., 1929 gewann er beim Sieg von Pierino Bertolazzo die Bronzemedaille. 1927 war das Rennen gemeinsam für Berufsfahrer und Amateure offen, es gab jedoch eine getrennte Wertung. Brossy kam als 9. ins Ziel und wurde auf dem 5. Platz der Amateure gewertet.
1927 siegte er in den Eintagesrennen Paris–Rouen sowie Paris–Reims und gewann die französische Vereinsmeisterschaft. 1928 gewann er erneut Paris–Rouen, 1929 Paris–Dreux.
1929 gewann Brossy die Amateurmeisterschaft im Einzelrennen. Vizemeister im Straßenrennen der französischen Amateure wurde er 1925 hinter André Leducq und 1927 hinter Andre Aumerlé. Zweiter wurde er 1927 bei Paris–Évreux hinter Andre Aumerlé, bei Paris–Reims (1929 gewann er das Rennen) und im Circuit de la Haute-Savoie 1931.
Brossy war Teilnehmer der Olympischen Sommerspiele 1928 in Amsterdam. Im olympische Straßenrennen kam er auf den 52. Platz. In der Mannschaftswertung kam er auf den 7. Platz. Bei den Bahnwettbewerben wurde Frankreich mit René Brossy, Aimé Trantoul, Octave Dayen und Andre Aumerlé Vierter in der Mannschaftsverfolgung.